# Gridenkarköpfe
Gridenkarköpfe är en bergstopp i Österrike.   Den ligger i distriktet Lienz och förbundslandet Tyrolen, i den centrala delen av landet, 300 km väster om huvudstaden Wien. Toppen på Gridenkarköpfe är 2 984 meter över havet, eller 16 meter över den omgivande terrängen. Bredden vid basen är 0,33 km.
Terrängen runt Gridenkarköpfe är huvudsakligen bergig, men den allra närmaste omgivningen är kuperad. Närmaste större samhälle är Matrei in Osttirol, 15,2 km väster om Gridenkarköpfe. 
Trakten runt Gridenkarköpfe består i huvudsak av gräsmarker. Runt Gridenkarköpfe är det ganska glesbefolkat, med 27 invånare per kvadratkilometer.